# Huerta Grande, Dolores Hidalgo
Huerta Grande är en ort i Mexiko.   Den ligger i kommunen Dolores Hidalgo och delstaten Guanajuato, i den centrala delen av landet, 260 km nordväst om huvudstaden Mexico City. Huerta Grande ligger 2 047 meter över havet och antalet invånare är 136.
Terrängen runt Huerta Grande är kuperad åt nordväst, men åt sydost är den platt. Runt Huerta Grande är det ganska tätbefolkat, med 96 invånare per kvadratkilometer. Närmaste större samhälle är Dolores Hidalgo, 17,7 km nordost om Huerta Grande. Trakten runt Huerta Grande består i huvudsak av gräsmarker.